# Антимикробные пептиды
Антимикробные пептиды (Antimicrobial peptides, AMPs) – молекулы, состоящие из 12–50 аминокислотных остатков, обладающие антимикробной (антибактериальной) активностью, являющиеся ключевым компонентом систем иммунной защиты организмов.

## История открытия
Около 30 лет назад в гемолимфе насекомых, человеческих нейтрофилах и в слизи, покрывающей кожу лягушек были обнаружены короткие пептиды, обладавшие антимикробным действием. Впервые антимикробные пептиды, цекропины (англ. cecropin), были выделены из гемолимфы гусениц шелкопряда Hyalophora cecropia. Цекропины обладали сильной антимикробной активностью, однако удивительным было не только это, но и очень высокая специфичность действия этих веществ. Цекропины с высокой эффективностью действовали только на Escherichia coli. Позже Майкл Заслофф обнаружил, что кожный покров лягушки в ответ на микробное поражение или повреждение выделяет большое количество антимикробных пептидов, состоящих из 23 аминокислот. В 1988 году было показано, что и млекопитающие могут выделять антимикробные пептиды. Антимикробные пептиды вырабатываются даже растениями. Тионины – растительные пептиды, открыты почти 50 лет назад. 
Одним из наиболее характерных антимикробных пептидов, и весьма изученным, называется выделенный из пчелиного яда пептид мелиттин.

## Общая характеристика антимикробных пептидов
Структура и аминокислотная последовательность антимикробных пептидов сильно различается, однако антимикробные пептиды обладают рядом общих свойств. Все они синтезируются в виде больших предшественников с сигнальными последовательностями, которые затем модифицируются либо в результате отщепления части последовательности, либо в результате гликозилирования или галогенирования. Все антимикробные пептиды являются амфипатическими молекулами. У них есть и гидрофобный участок, который реагирует с липидами, и гидрофильный участок, взаимодействующий с водой или отрицательно заряженными ионами. Молекулы антимикробных пептидов как правило положительно заряжены, что помогает им взаимодействовать с отрицательно заряженными мембранами бактерий.
Существует четыре основных класса антимикробных пептидов: 
- молекулы обладающие бета-складчатой структурой которая стабилизируется за счет двух или трёх дисульфидных связей
- молекулы обладающие альфа-спиральной структурой
- линейные пептиды
- петлевидные пептиды (петля образуется за счет образования единственной дисульфидной связи)

## Механизм действия антимикробных пептидов
Антимикробные пептиды действуют как на грамотрицательные так и на грамположительные бактерии, а также на грибы, вирусы, простейшие. Кроме того антимикробные пептиды проявляют антимикробную активность в отношении штаммов бактерий, устойчивых к антибиотикам.
Антимикробные пептиды действуют на заряженную отрицательно внешнюю мембрану грамотрицательных бактерий. На поверхности этой мембраны находятся катионы магния, которые нейтрализуют отрицательный заряд на поверхности мембраны. Антимикробные пептиды вытесняют эти ионы и либо прочно связываются с отрицательно заряженным липополисахаридом, либо нейтрализуют отрицательный заряд на поверхности мембраны, нарушают её структуру и проникают внутрь периплазматического пространства.
Цитоплазматическая мембрана бактерий также заряжена отрицательно. Антимикробные пептиды могут встраиваться в цитоплазматическую мембрану и менять свою конформацию образуя такие структуры, как каналы, нарушающие целостность клетки. Кроме того, проникая в цитоплазму бактерии или другого паразита антимикробные пептиды, будучи заряжены положительно, связываются с клеточными полианионами (такими как ДНК и РНК) что также приводит к гибели бактериальной клетки. Кроме того среди существующих моделей действия на микробную клетку антибактериальных пептидов есть и так называемая ковровая модель. Положительно заряженные молекулы пептидов как бы выстилают отрицательно заряженную мембрану бактерии образуя молекулярный ковёр. Когда вся поверхность бактерии занята пептидами, её мембрана начинает разрываться на куски.

## Антимикробные пептиды – перспективы клинического применения
Для борьбы с бактериальными инфекциями широко используются антибиотики, однако использование антибиотиков сталкивается с такой проблемой, как появление устойчивых штаммов микроорганизмов. Бактериям гораздо тяжелее выработать устойчивость к антимикробным пептидам. Поэтому антимикробные пептиды могут оказаться хорошей альтернативой антибиотикам. Однако использование антимикробных пептидов в клинике наталкивается пока что на ряд препятствий. Так при внутривенном введении антимикробные пептиды наводняют здоровые ткани и места заражения достигает только некоторая их часть. Протеазы хозяина расщепляют антимикробные пептиды ещё до того как те достигают места назначения. Активность антимикробных пептидов in vivo часто отличается от активности пептидов in vitro. Так показавший высокую антимикробную активность in vitro полифемизин выделенный из гемолимфы ракообразных не проявлял никакой антимикробной активности в животных моделях. Другое препятствие для широкого применения антимикробных пептидов – их дороговизна. Их нельзя пока что получать в больших масштабах как антибиотики и стоимость лечения антимикробными пептидами будет составлять примерно 100 долларов в день.
В настоящее время повсеместное распространение антибиотикорезистентности требует поиска и разработки новых противомикробных препаратов. С этой точки зрения дефензины (как и антимикробные пептиды в целом) представляют большой интерес. Было показано, что дефензины обладают выраженной антибактериальной активностью в отношении широкого спектра возбудителей. Кроме того, дефензины позволяют усилить эффективность антибиотиков, уже используемых в медицинской практике.

## Антимикробные пептиды и иммунитет
Антимикробные пептиды являются мощными хемоаттрактантами, способными рекрутировать антиген-презентирующие клетки, способствуя таким образом возникновению приобретенного иммунного ответа. Они также являются хемоаттрактантами тучных клеток.

## Применение антимикробных пептидов в биотехнологии
Главной проблемой при культивировании растений являются фитопатогены. Болезни растений приводят к потере примерно 30-50 миллиардов долларов ежегодно. Пестициды – не лучшее решение проблемы фитопатогенов, ведь пестициды токсичны для человека и приносят вред окружающей среде. Решением проблемы фитопатогенов могут стать трансгенные растения экспрессирующие антимикробные пептиды. Кроме того были получены и трансгенные рыбы, которые оверпродуцировали антимикробные пептиды. Эти рыбы обладали повышенной устойчивостью к инфекциям.

## Другие возможности применения антимикробных пептидов
Пептид низин уже применяется как консервант продуктов и как средство для сохранения свежести роз. Цекропины предлагают использовать для дезинфекции контактных линз. А пептиды магайнины могут разрушать сперматозоиды что делает возможным производство контрацептивов на их основе.

## Антимикробные пептиды и лингвистика
Учеными массачусетского университета была предпринята попытка сконструировать искусственные антимикробные пептиды с помощью лингвистики. Была создана лингвистическая модель природных антимикробных пептидов. Лингвистический анализ позволил выявить в известных антимикробных пептидах около 700 характерных фраз длиной по 10 аминокислот. Из этих слов были искусственно сконструированы новые пептиды состоявшие из 20 аминокислот. При этом 18 из 42 искусственных пептидов обладали сильным антимикробным действием. Были получены препараты против сибирской язвы Bacillus anthracis и золотистого стафилококка Staphylococcus aureus. Контролем в этом эксперименте служили искусственные пептиды, построенные из тех же аминокислот, но расположенных в произвольном порядке. При этом антимикробный эффект был выявлен только  у двух из 42 пептидов, что свидетельствует о роли повторяющихся грамматических структур в построении нового антимикробного пептида.